# Hamur (Türkei)
Hamur (türkisch für Teig) ist eine Kreisstadt und ein Landkreis in der Türkei. Beide gehören zur ostanatolischen Provinz Ağrı. Der Landkreis Hamur liegt zentral in der Provinz und grenzt im Osten an die Provinz Van. Die Kreisstadt beherbergt 19,2 Prozent der Landkreisbevölkerung.
Der Bucak Hamur wurde Anfang April 1958 vom zentralen Landkreis (Merkez) abgetrennt und ist seitdem ein selbständiger Landkreis. Neben der Kreisstadt besteht er noch aus 46 Dörfern (Köy), von denen 17 mehr Einwohner als der Durchschnitt (301 Einw.) haben. Die Einwohnerzahlen der Dörfer reichen von 723 (Süleymankümbet) bis 14 (Kamışlı). Die Bevölkerungsdichte ist die niedrigste der Provinz (19,6 Einw. je km²).

## Sehenswürdigkeiten
- Der Grabturm Ibrahim Paşa Kümbeti.